# Poa pearsonii
Poa pearsonii är en gräsart som beskrevs av John Raymond Reeder. Poa pearsonii ingår i släktet gröen, och familjen gräs. Inga underarter finns listade i Catalogue of Life.